# Ousmane Dembélé
Masour Ousmane Dembélé, född 15 maj 1997 i Vernon, är en fransk fotbollsspelare som spelar för Paris Saint-Germain. Han representerar även det franska landslaget.

## Klubbkarriär
Dembélé debuterade för Rennes i Ligue 1 den 6 november 2015 i en vinstmatch över Angers (2–0), där han ersatte Kamil Grosicki i den 86:e minuten. Den 22 november 2015 gjorde Dembélé sitt första mål i en 2–2-match mot Bordeaux. Den 6 mars 2016 gjorde han sitt första hattrick i en 4–1-vinst över Nantes.
Den 12 maj 2016 skrev han på ett femårskontrakt med den tyska klubben Borussia Dortmund.
Den 24 augusti 2017 var det klart att Dembélé går till FC Barcelona för 147 miljoner euro, vilket gör honom till världens tredje dyraste fotbollsspelare genom tiderna efter Neymar och Kylian Mbappé. Kontraktet är på 5 år och innehåller en utköpsklausul på motsvarande 4 miljarder kronor. Den 14 juli 2022 skrev Dembélé på ett nytt kontrakt fram till sommaren 2024.

## Landslagskarriär
Dembélé vann VM-guld med Frankrike i VM 2018. I november 2022 blev Dembélé uttagen i Frankrikes trupp till VM 2022.

## Meriter

### Borussia Dortmund
- DFB-Pokal: 2016/2017

### FC Barcelona
- La Liga: 2017/2018, 2018/2019, 2022/2023
- Spanska cupen: 2017/2018, 2020/2021
- Spanska supercupen: 2018, 2022-23

### Landslag
- VM-guld: 2018